# Леута Станіслав Вікентійович
Станіслав Вікентійович Леута (нар. 20 січня (2 лютого) 1903, Миколаїв, Херсонська губернія, Російська імперія (зараз — Миколаївська область, Україна), за іншими даними — Новий Двір, Віленська губернія, Російська імперія (зараз — Гродненська область, Білорусь) — пом. 28 січня 1980, Москва, СРСР) — радянський футболіст, нападник, півзахисник, тренер. Заслужений тренер РСФСР (1965).

## Клубна кар'єра
Батьки Леута — з села Новий Двір Віленської губернії. Його дитинство і юнацькі роки пройшло в Херсонській губернії України, де в Громадянську війну він воював у складі Червоної армії. У футбол почав грати у 1917 році в миколаївському «Спортингу». У 1921 році Леута переїхав до Москви, де грав за команду «Червона Пресня», яка згодом стала «Спартаком», з перервами, до 1941 року. У 1932—1933 роках грав у «Дукаті», паралельно в 1928—1932 роках виступав за збірну РРФСР у чемпіонаті СРСР та в 1928—1935 за збірну Москви в чемпіонатах РРФСР.
Відрізнявся універсалізмом в грі, був гравцем широкого діапазону дій з дуже сильним ударом.У 1942 році разом з братами Старостіними та ін.був репресований і засудженний на 8 р.+ 5 позбавлення прав, реабілітований 1955.

## Кар'єра в збірній
20 серпня 1931 року дебютував у збірній СРСР у переможному (3:2) товариському матчі проти Туреччини. У 1931—1935 роках провів 7 неофіційних матчів у складі збірної СРСР, забив один м'яч.

## Кар'єра тренера
У квітні-травні 1939 року — головний тренер мінського «Спартака». У 1942 році був звинувачений в антирадянській агітації, відбував термін в Востураллазі, Тавда, Свердловська область, потім — на спецпоселенні в Норильську, звідки вийшов у 1950-их роках.
Згодом був тренером ДЮСШ «Спартак» Москва (1956—1958), головним тренером «Зірки» (Кіровоград), «Спартака» Ульяновськ (1959), «Спартака» Нальчик (1961), «Спартака» Саранськ (1965, 1967), тренером «Уралана» (1966).
У 1960—1970 роках працював у Федерації футболу РРФСР.
Помер 28 січня 1980 року в Москві. Похований на 27-ій дільниці Ваганьковського кладовища.

## Досягнення
- Чемпіонат СРСР
  -  Чемпіон (2): 1936 (осінь), 1938
  -  Срібний призер (3): 1937
  -  Бронзовий призер (1): 1936 (весна)

- Кубок СРСР
  -  Володар (1): 1938

- Чемпіонат Москви
  -  Чемпіон (3): 1927 (весна), 1927 (осінь), 1934 (весна)

- Чемпіонат РРФСР
  -  Чемпіон (2): 1928, 1931
  -  Бронзовий призер (1): 1932

- Чемпіон СРСР серед збірних міст і республік; переможець Всесоюзної Спартакіади (4): 1928, 1931, 1932, 1935

- У списку кращих футболістів СРСР (2): № 2 (1928), № 3 (1930).

- Нагороджений орденом «Знак Пошани» (1937).

## Сім'я
- Дружина — Анастасія Василівна (1902—1996)
  - Дочка — Римма